# Jasienica (województwo świętokrzyskie)
Jasienica – wieś w Polsce, położona w województwie świętokrzyskim, w powiecie sandomierskim, w gminie Łoniów.
| SIMC    | Nazwa  | Rodzaj    |
| ------- | ------ | --------- |
| 0797783 | Stadła | część wsi |

Wierni Kościoła rzymskokatolickiego należą do parafii św. Mikołaja w Łoniowie.
W latach 1975–1998 miejscowość administracyjnie należała do województwa tarnobrzeskiego.
Przez miejscowość przebiega droga krajowa nr 9 z Radomia do Barwinka